# Спрінгбрук (Північна Дакота)
Спрінгбрук (англ. Springbrook) — місто (англ. city) в США, в окрузі Вільямс штату Північна Дакота. Населення — 37 осіб (2020).

## Географія
Спрінгбрук розташований за координатами 48°15′7″ пн. ш. 103°27′41″ зх. д. / 48.25194° пн. ш. 103.46139° зх. д. (48.251947, -103.461311).  За даними Бюро перепису населення США в 2010 році місто мало площу 0,95 км², уся площа — суходіл.

## Демографія
Згідно з переписом 2010 року, у місті мешкало 27 осіб у 11 домогосподарстві у складі 6 родин. Густота населення становила 28 осіб/км².  Було 14 помешкання (15/км²).
Расовий склад населення:
| - 100,0 % — білих |

До двох чи більше рас належало 0,0 %. Частка іспаномовних становила 0,0 % від усіх жителів.
За віковим діапазоном населення розподілялося таким чином: 29,6 % — особи молодші 18 років, 66,7 % — особи у віці 18—64 років, 3,7 % — особи у віці 65 років та старші. Медіана віку мешканця становила 41,3 року. На 100 осіб жіночої статі у місті припадало 58,8 чоловіків;  на 100 жінок у віці від 18 років та старших — 90,0 чоловіків також старших 18 років.
Цивільне працевлаштоване населення становило 6 осіб. Основні галузі зайнятості: транспорт — 50,0 %, сільське господарство, лісництво, риболовля — 33,3 %, освіта, охорона здоров'я та соціальна допомога — 16,7 %.